# 瑞岩弥勒造像
25°42′47″N 119°27′33″E / 25.71306°N 119.45917°E
瑞岩弥勒造像位于中国福建省福州市福清市海口镇瑞岩山东麓，是中国最大的元代弥勒造像，1996年被列为第四批全国重点文物保护单位。

## 历史
瑞岩弥勒造像开凿于元至正元年（1341年），明洪武元年（1368年）竣工，洪武二十三年（1390年）曾在造像周围建佛阁、以覆盖石像保护，万历十一年（1583）重建名“弥勒阁”、泰昌元年（1620）內閣首府叶向高募缘重建，并增建魁星楼，名“石佛阁”，清同治元年（1862）阁毁圮。今阁早毁仅存10根善缘石柱、石碑3通。
1981年列为县级第一批文物保护单位，1996年，海外华侨投资千万修复一新。

## 艺术
弥勒像高9米，底宽8.9米，体胖，着袈裟，袒胸露腹，盘腿而坐，作开口笑状。石像造型端正大方，线条流畅圓润，左持唸珠、右手抚肚，腰部与盘腿间尚有小罗汉三尊傍身。是元代雕像的杰作，对明代的雕刻的影响也可一窥端倪。
瑞岩山由山门、大雄宝殿、左右钟鼓楼、仙君楼、厢房等组成。